# Édifice Gaston-Miron
 (août 2024).
La mise en forme du texte ne suit pas les recommandations de Wikipédia : il faut le « wikifier ».
Les points d'amélioration suivants sont les cas les plus fréquents. Le détail des points à revoir est peut-être précisé sur la page de discussion.
- Les titres sont pré-formatés par le logiciel. Ils ne sont ni en capitales, ni en gras.
- Le texte ne doit pas être écrit en capitales (les noms de famille non plus), ni en gras, ni en italique, ni en « petit »…
- Le gras n'est utilisé que pour surligner le titre de l'article dans l'introduction, une seule fois.
- L'italique est rarement utilisé : mots en langue étrangère, titres d'œuvres, noms de bateaux, etc.
- Les citations ne sont pas en italique mais en corps de texte normal. Elles sont entourées par des guillemets français : « et ».
- Les listes à puces sont à éviter, des paragraphes rédigés étant largement préférés. Les tableaux sont à réserver à la présentation de données structurées (résultats, etc.).
- Les appels de note de bas de page (petits chiffres en exposant, introduits par l'outil «  Source ») sont à placer entre la fin de phrase et le point final[comme ça].
- Les liens internes (vers d'autres articles de Wikipédia) sont à choisir avec parcimonie. Créez des liens vers des articles approfondissant le sujet. Les termes génériques sans rapport avec le sujet sont à éviter, ainsi que les répétitions de liens vers un même terme.
- Les liens externes sont à placer uniquement dans une section « Liens externes », à la fin de l'article. Ces liens sont à choisir avec parcimonie suivant les règles définies. Si un lien sert de source à l'article, son insertion dans le texte est à faire par les notes de bas de page.
- La présentation des références doit suivre les conventions bibliographiques. Il est recommandé d'utiliser les modèles {{Ouvrage}}, {{Chapitre}}, {{Article}}, {{Lien web}} et/ou {{Bibliographie}}. Le mode d'édition visuel peut mettre en forme automatiquement les références.
- Insérer une infobox (cadre d'informations à droite) n'est pas obligatoire pour parachever la mise en page.

Pour une aide détaillée, merci de consulter Aide:Wikification.
Si vous pensez que ces points ont été résolus, vous pouvez retirer ce bandeau et améliorer la mise en forme d'un autre article.
L'édifice Gaston-Miron est le nom attribué en 2009 à l’ancienne Bibliothèque de la Ville de Montréal (aussi connue sous les noms de Bibliothèque municipale et de Bibliothèque centrale), qui, à partir de 1917, a été la première succursale du réseau de bibliothèques publiques de la Ville de Montréal, ainsi que la principale bibliothèque de Montréal avant l’ouverture de la Grande Bibliothèque en 2005. L'édifice est situé au 1210 rue Sherbrooke Est, face au parc La Fontaine. Il loge, depuis février 2009, le Conseil des arts de Montréal et le Conseil du patrimoine de Montréal.

## Historique
Revendiquée au sein des cercles progressistes depuis la fin du XIXe siècle, la première bibliothèque publique francophone de Montréal tarde à voir le jour en raison de l’opposition du clergé. En 1902, le conseil municipal de Montréal adopte à forte majorité un premier règlement portant sur la création d’une bibliothèque publique et gratuite,. Dans les mois qui suivent, la Chambre de Commerce et l'Association Saint-Jean-Baptiste s’associent afin de promouvoir la mise en place d’une bibliothèque industrielle et scientifique qui puisse répondre aux besoins spécifiques des travailleurs,. C’est ainsi que la Bibliothèque technique,  qui constitue la première initiative en termes de bibliothèque publique à Montréal, est inaugurée le 11 novembre 1904 dans une petite salle du Monument national,, propriété de l'Association Saint-Jean-Baptiste. La collection, qui porte sur les métiers et la science, ne suscite aucune objection de l’archevêque Mgr Paul Bruchési[1][Quoi ?]. C’est Éva Circé Côté qui est nommée bibliothécaire responsable de la Bibliothèque technique. Affichant une bonne fréquentation, la bibliothèque accroît sa collection et se retrouve rapidement à l’étroit dans ses locaux. En 1910, la Ville fait l'acquisition de la collection du bibliophile Philéas Gagnon au coût de 31 000 $. Celle-ci comprend environ 12 500 pièces qui sont des ouvrages portant sur l'histoire et la géographie de l'Amérique française, dont beaucoup de Canadiana (d), ainsi que des incunables canadiens publiés entre 1764 et 1820. Faute de place pour l'exposer, la Collection Gagnon est entreposée dans les chambres fortes de la Royal Trust (en). L’acquisition de cette collection prestigieuse relance néanmoins le débat pour la construction d’une bibliothèque municipale. La Bibliothèque technique déménage en 1911, dans les locaux de l'École technique de Montréal. Malgré tout, la Collection Gagnon n'est toujours pas accessible au public. À la suite de l'intervention de l'échevin et notaire Victor Morin, qui est également président de la Société historique de Montréal, les autorités municipales adoptent un budget de 500 000 $ réservé à la construction d’un bâtiment d’envergure pour loger la bibliothèque ,. À la suite de son élection en 1914, le maire populiste Médéric Martin tranche en faveur de l’emplacement face au Parc La Fontaine, plus accessible à la population des quartiers populaires, plutôt que pour le site situé sur le flanc est du mont Royal. Le bâtiment, de style Beaux-Arts, est dessiné par l'architecte Eugène Payette, concepteur de l’Église Sainte-Clothilde de Montréal (1909), de la Bibliothèque Saint-Sulpice (1912) et du Refuge Meurling (1913). La construction commence en 1914, la Ville prend possession de l'édifice le 30 avril 1917. L'inauguration officielle a lieu le 13 mai 1917 en présence du maréchal français Joseph Joffre,. La Bibliothèque de la Ville de Montréal ouvre ses portes au public le 4 septembre 1917.
Au milieu des années 1920, ce sont environ 65 000 individus par année qui fréquentent la bibliothèque, ce chiffre atteint 98 000 en 1930,. La consultation des ouvrages se fait essentiellement sur place. Pour emprunter des livres à consulter à l’extérieur de la bibliothèque, il faut laisser un dépôt allant de 3,00 $ à 6,00 $, un montant prohibitif pour beaucoup de personnes à cette époque, en particulier pendant la crise des années 1930. La consultation des revues et journaux est particulièrement prisée.
Alors que les rayons sont conçus pour contenir 300 000 ouvrages, la bibliothèque en détient seulement 40 000 à son ouverture en 1917. En 1930, avec les éléments appartenant à des collections spéciales destinés principalement aux chercheurs, la bibliothèque est dotée d'environ 70 000 documents, dont seulement 40% sont en français. Le conservateur de la bibliothèque est Hector Garneau de l'ouverture jusqu'en 1931, puis le poste revient à Aegidius Fauteux. La bibliothécaire responsable du service de catalogage est Marie-Claire Daveluy. Éva Circé-Côté dirige pour sa part la collection Gagnon. En 1930, la bibliothèque emploie un total de 25 employés.

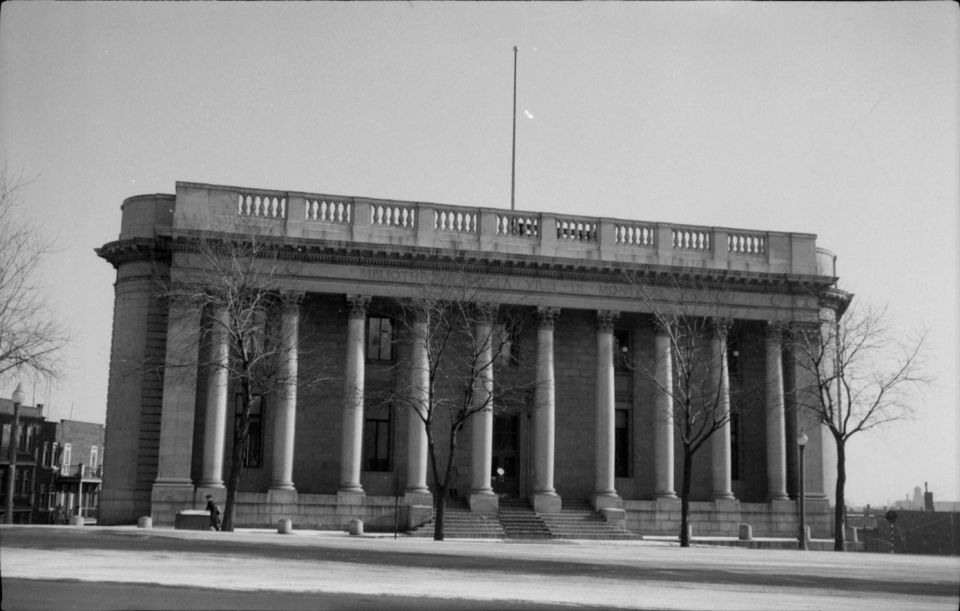
L'édifice Gaston Miron en 1937.

Le 18 novembre 1941, la Bibliothèque municipale ouvre une salle de lecture pour enfants âgés de 7 à 15 ans dans le sous-sol de l'édifice,. Cette section de la bibliothèque est aménagée par Léo-Paul Desrosiers. Alors que les plans initiaux du bâtiment prévoyaient une salle de lecture pour enfant pourvue d’une entrée séparée du reste du bâtiment, cette salle est plutôt utilisée par le Département de la carte d’identité et par le Bureau du chômage pendant de nombreuses années,. La carte d’abonnement pour les enfants coûte cinq sous et environ 5000 ouvrages sont mis à la disposition des enfants. En 1947, une cinémathèque y est installée. Dans les années 1940, on assiste à une démocratisation de la lecture. La ville se dote d’un réseau de succursales dans divers quartiers, et pour cette raison la bibliothèque est désormais désignée comme la Bibliothèque centrale,.
En 1984, une annexe à la Bibliothèque Centrale est aménagée à quelques mètres de l'édifice, pour pallier le manque de plus en plus criant d'espace. Durant la seconde moitié des années 1980, le gouvernement du Québec rationalise son engagement envers les bibliothèques, ce qui complique les perspectives d'obtenir d'un nouveau bâtiment. En 1993, la Bibliothèque entreprend des rénovations importantes et doit fermer ses portes pour une période de près de trois ans. La cinématique et la Centrale-annexe sont fermées, en 1996 à la suite de compressions budgétaires. En mai 1996, le Comité sur la Bibliothèque centrale de Montréal remet un rapport recommandant un éventuel aménagement au centre-ville. Également, pour pallier la situation, le Comité recommande l'ouverture d'un avant-poste de la Bibliothèque centrale axé sur une bibliothèque électronique, un centre emploi-carrière, un service aux adolescents et une phonothèque. Alors que le gouvernement du Québec a un problème d'espace similaire avec la Bibliothèque nationale du Québec, des pourparlers s'entament avec la ville de Montréal pour évaluer la pertinence de déménager les deux collections sous un même toit.
Le 25 mars 2005, un mois avant l'ouverture officielle de la Grande Bibliothèque du Québec, la Bibliothèque Centrale ferme ses portes après 88 ans d'existence. La bibliothèque pour les jeunes déménage en janvier 2009, dans de nouveaux locaux adjacents à l'Association sportive et communautaire du Centre-Sud et est intégrée à ce qui devient la nouvelle bibliothèque familiale Père-Ambroise,.

## Architecture et installations

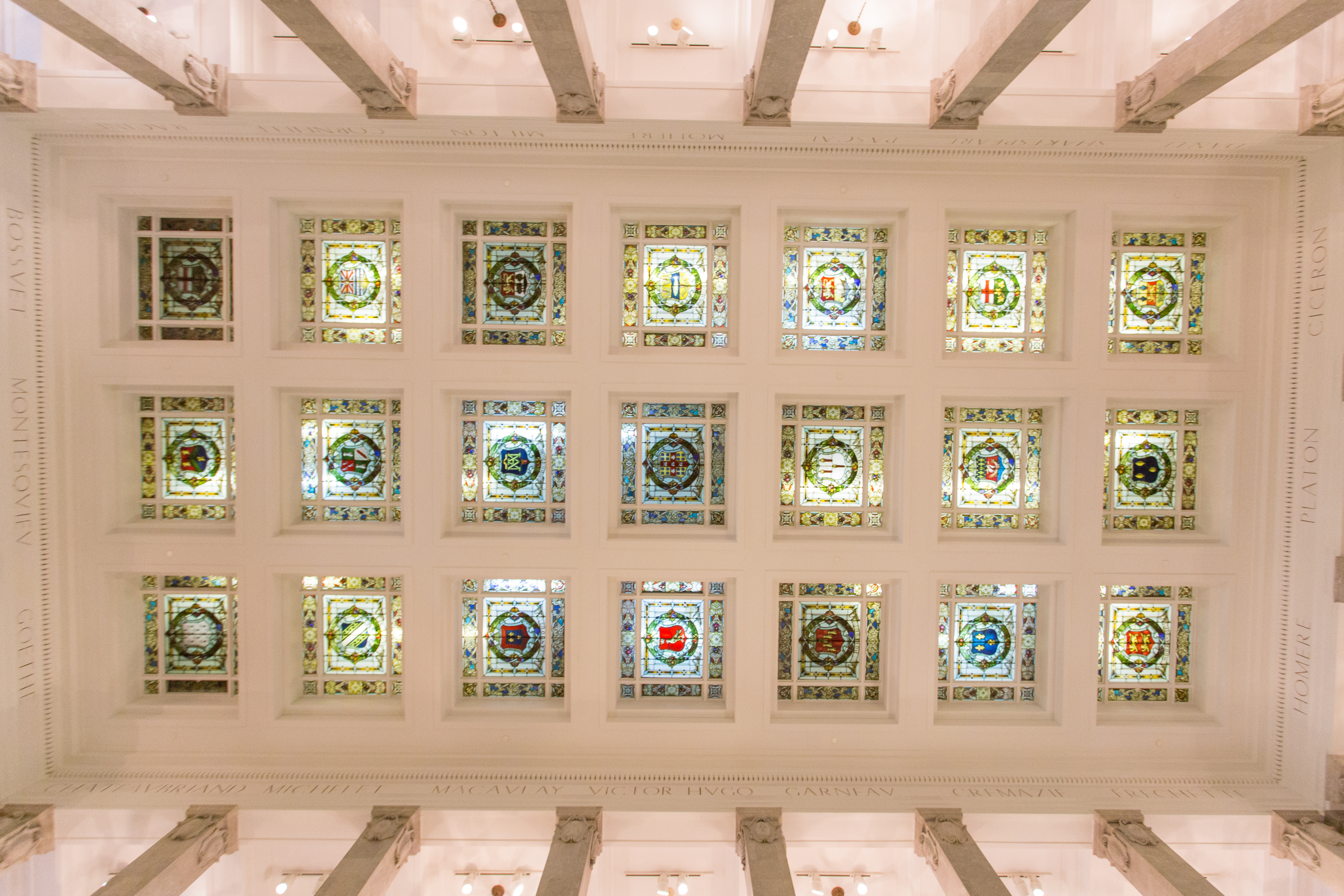
Verrières du plafond de l'atrium

Le style architectural de la Bibliothèque s’inscrit pleinement dans le style Beaux-Arts, un style mis de l’avant par la bourgeoisie anglophone de Montréal vers la fin du XIXe siècle. Les nombreuses colonnes, la symétrie et les balustrades constituent des éléments caractéristiques de ce style. La Bibliothèque comporte sur sa façade extérieure principale dix imposantes colonnes de granit de Stanstead, hautes de 25 pieds et larges de 3 pieds. La gravure « Bibliothèque de la Ville de Montréal » surplombe les colonnes et l’édifice est surmonté bar des balustrades. Le hall d’entrée de la bibliothèque, doté de colonnes, est très vaste. Le revêtement du plancher, des murs, des colonnes et du plafond est en marbre gris de Missisquoi.
Les visiteurs de la bibliothèque sont reçus dans la très grande salle de distribution. Les employés les accueillent derrière un long comptoir de prêt,. Une grande table située au milieu de la salle permet aux abonnés d’effectuer leur recherche dans le catalogue. Le contenu du catalogue se trouve dans deux meubles de bois disposés de chaque côté de la salle pouvant contenir 700 fiches chacun. Cette pièce est éclairée par 21 vitraux et huit lampes. Elle est ceinturée par une mezzanine à balustrades. La bibliothèque est dotée d'une salle de lecture, dans laquelle on dénombre neuf grandes tables et une centaine de chaises. Les tables sont numérotées afin que le personnel puisse apporter les ouvrages demandés aux personnes concernées. La salle contient dans ses rayonnages les principaux ouvrages de référence. La bibliothèque compte également une salle des périodiques, une salle des Canadiana, une salle d'exposition et une salle des arts, en plus d'un entrepôt.
Le plafond de l'atrium est percé de nombreuses verrières qui représentent les armoiries de sept provinces de France, sept provinces du Canada, Champlain, Maisonneuve, Mgr de Laval, Marguerite Bourgeois, Montcalm et Wolfe. L’objectif poursuivi était de rappeler la double origine française et anglaise du Canada.

## Utilisation contemporaine
Après plus de 18 mois de travaux et un investissement de 3,1 millions $, on inaugure en février 2009 le nouvel espace rénové qui portera désormais le nom du poète Gaston Miron. L'édifice Gaston-Miron loge désormais le Conseil des arts de Montréal, les Ballets Jazz de Montréal, Diagrammes Gestion culturelle, Le Grand Costumier ainsi que La Danse sur les routes du Québec. En plus des bureaux de ces organismes, il comprend des salles de répétition. L'immense atrium central sert, quant à lui, d'espace événementiel.

### Le Grand Costumier

Logo

En 2016, la collection de costumes de Radio-Canada (70 000 vêtements et accessoires) déménage dans l'édifice Gaston-Miron. Deux ans plus tôt, Radio-Canada avait annoncé son intention de fermer l'entrepôt du costumier ; ce qui ne plaisait pas du tout aux milieux du théâtre et du cinéma qui ont besoin de ces costumes...
Un nouvel organisme a été créé : Le Grand Costumier, une initiative de la Corporation de développement économique communautaire Centre-Sud/Plateau Mont-Royal, de Culture Montréal et d'un regroupement de producteurs (KOTV, Fair-Play et Salvail et Co.) soutenue par le gouvernement du Québec et la Ville de Montréal. La directrice générale est Marie Houde,.